# Кожухаров, Тодор
Тодор Павлов Кожухаров (болг. Тодор Кожухаров; 23 июля 1891, Станимака — 1 февраля 1945, София) — болгарский военный, политический и государственный деятель, писатель и журналист. Участник Балканских войн и Первой мировой войны, автор военных очерков и рассказов. Придерживался правых националистических позиций, являлся близким соратником Александра Цанкова. Состоял в руководстве партий Народный сговор и Народное социальное движение. В середине 1930-х годов занимал министерские посты. Расстрелян по приговору чрезвычайного трибунала — т. н. «Народного суда» — после прихода к власти БКП. Реабилитирован после смены режима в 1996 году.

## Офицер и военный писатель
В 1912 году окончил Военное училище в Софии. Принадлежал к так называемому «царскому выпуску», поскольку в тот же год то же училище окончил училище будущий царь Борис III. Сразу по получении офицерского патента Тодор Кожухаров направился на армейскую службу. Во время Первой Балканской, Второй Балканской и Первой мировой войн активно участвовал в боевых действиях, командовал артиллерийской батареей.
После войны Кожухаров был демобилизован по ранению. Поступил в Софийский университет, в 1921 году окончил юридический факультет. Написал несколько документально-художественных книг о войне: «Военные рассказы» (болг. Военни разкази), «Из записок одного офицера» (болг. Из записките на един офицер), «Под развивающимися знамёнами» (болг. Под развети знамена) и др., а также книгу путевых записок «По всей Европе» (болг. Из цяла Европа).

## Политик и государственный деятель
В 1922 году Тодор Кожухаров стал одним из создателей правой партии «Народный сговор», объединившей представителей городской буржуазии и средних слоёв — противников аграристского режима БЗНС и правительства Александра Стамболийского). После убийства в том же году лидера партии Александра Грекова Кожухаров стал главным редактором печатного органа партии газеты Слово. Руководил изданием более двух десятилетий.
В 1923 году Кожухаров поддержал свержение правительство Стамболийского и подавление Сентябрьского восстания. Являлся активным сторонником Александра Цанкова и его политического курса.
Кожухаров был депутатом Народного собрания Болгарии в 1923—1931 и в 1938—1944 годах. Дважды, в апреле-ноябре 1935 и в июле-октябре 1936, занимал пост министра железных дорог, почт и телеграфов. В качестве министра участвовал в переговорах с Германом Герингом.
С 1932 года Тодор Кожухаров являлся одним из лидеров и видным идеологом праворадикальной партии Александра Цанкова Народное социальное движение (НСД). Редактируемая Кожухаровым газета «Слово» (финансировалась табачным магнатом Жаком Асеовым) стала органом НСД. Пропагандировал правый национализм и антикоммунизм. Принадлежность к партии Цанкова давала основание причислять Кожухарова к деятелям специфического болгарского фашизма.

## Война и казнь
В годы Второй мировой войны Тодор Кожухаров занимал прогерманскую и антисоветскую позицию. В 1941 году активно поддержал присоединение Болгарии к Тройственному пакту. Был жёстким противником Отечественного фронта. В то же время Кожухаров — наряду с Цанковым и рядом других правых деятелей — выступал против преследований болгарских евреев.
В августе 1944 года отказался от предложения Цанкова покинуть Болгарию и войти в состав прогерманского правительства в изгнании. После того, как советские войска вошли в Болгарию, Кожухаров был арестован и предан так называемому «Народному суду». Согласно воспоминаниям царицы Йоанны, когда его привезли на суд и вывели из грузовика, сказал: «Не о нас надо плакать, а о Болгарии», — и запел национальный гимн «Шуми Марица», после чего был застрелен конвоиром из револьвера.
В 1996 году Тодор Кожухаров был посмертно реабилитирован Верховным судом Болгарии.